# Jean-Marc Desrousseaux
Jean-Marc Desrousseaux, né le 5 août 1956 à Toulouse (Haute-Garonne), est un footballeur français. 
Formé au FC Nantes, Jean-Marc Desrousseaux n'arrive jamais à s'imposer comme gardien numéro un des « Canaris ». Mais grâce à une bonne détente et ses prises de balle, il réussit à s'affirmer comme titulaire au sein de l'élite française grâce à des transferts au FC Metz et au FC Tours. Durant ses neuf années comme numéro un, il fait partie des bons goals du football français, capables de faire gagner son équipe par ses arrêts mais pas assez pour prétendre à l'équipe de France.
Il est le second joueur le plus capé de l'histoire du FC Tours.

## Biographie

### Débuts
Après avoir effectué ses toutes premières gammes footballistiques pour devenir un bon gardien de but dans divers petits clubs de sa région natale, Jean-Marc Desrousseaux poursuit son apprentissage à l'INF Vichy.

### Formation puis débuts pro à Nantes (1975-1980)
C'est au sein de ce centre de formation qu'il se fait remarquer par les recruteurs du FC Nantes qui lui proposent de venir les rejoindre en Loire-Atlantique pour se perfectionner à son poste en travaillant aux entraînements avec leur gardien Jean-Paul Bertrand-Demanes et également la doublure qu'est René Donoyan. Ayant peur de ne plus avoir une opportunité comme celle-ci d'intégrer une des grandes équipes de l'élite française le jeune de 19 ans n'hésite pas longtemps pour donner son accord.
C'est ainsi qu'il débarque pendant l'été 1975 chez les « Canaris ». Mais Jean-Marc sait qu'il aura d'énormes difficultés à engranger un temps de jeu considérable en équipe première du fait qu'il est considéré comme le troisième gardien du FC Nantes derrière Bertrand-Demanes et Donoyan. Pendant la saison 1975-1976, l'entraîneur José Arribas fait découvrir à Desrousseaux le haut niveau français en le faisant disputer une rencontre du championnat de D1, le 19 juin 1976 lors de la réception de Nîmes (victoire 2-1).
À la suite du départ à la retraite de René Donoyan, Jean-Marc devient logiquement la doublure de Jean-Paul Bertrand-Demanes tout en sachant qu'il se contentera de s'asseoir sur le banc de touche durant toute la saison 1976-1977. Finalement le nouvel entraîneur nantais, Jean Vincent, lui fait fouler les pelouses de l'élite à quatre reprises ce qui lui vaut d'être couronnés au même titre que tous ses coéquipiers champions de France. Même avec de faibles statistiques, il inscrit tout de même un premier trophée à son palmarès,.
Desrousseaux ne dispute qu'une seule rencontre en Coupe de France lors de la saison 1977-1978, puis aucune en 1978-1979, subissant la régularité et les performances de Bertrand-Demanes. Le temps de jeu de Jean-Marc pour la saison 1979-1980 se résume à trois participations en championnat ce qui lui vaut d'être de nouveau couronné champion de France grâce à la première place de son équipe,.

### Titulaire avec le FC Metz (1980-1981)
Pendant l'été 1980, Desrousseaux reçoit un appel des dirigeants du FC Metz, à la recherche d'un gardien de but afin de remplacer André Rey. Il s'engage avec les Grenats tout en sachant que Michel Ettore revient de prêt. Mais l'entraîneur messin Henryk Kasperczak donne sa préférence à l'ancien nantais qui effectue une saison 1980-1981 pratiquement pleine en accumulant 36 rencontres sur les 38 journées du championnat avec finalement la dixième défense de l'élite avec 53 buts d'encaissés. Grâce à sa belle année mosellane, Desrousseaux reçoit quelques offres pendant l'été 1981 et jette son dévolu sur une équipe où il est assuré d'être titulaire, le FC Tours.

### Premier passage à FC Tours (1981-1983)
Il succède à Jean-Noël Dusé et collectivement l'ancien Grenat et ses coéquipiers valident leur maintien en finissant onzième. Jean-Marc ne manque qu'une rencontre de tout l'exercice et termine comme le gardien de la troisième plus mauvaise défense française avec 59 buts d'encaissés. En parallèle de l'exercice hexagonal, les tourangeaux font un bon parcours en Coupe de France où ils atteignent les demi-finales qu'ils perdent aux tirs au but contre le futur vainqueur de l'épreuve, le Paris SG, après un 0-0 après prolongations. Pendant la série des tirs au but de cette demi-finale, Desrousseaux arrête trois tirs sur cinq mais son homologue Dominique Baratelli fait mieux avec quatre.
Pour la saison 1982-1983, l'ancien nantais vit un championnat plus que délicat avec des résultats médiocres, une mauvaise ambiance au sein du vestiaire et une relégation en D2.

### FC Mulhouse (1983-1984)
Desrousseaux évolue en seconde division pendant la saison 1983-1984 mais ce n'est pas avec Tours puisqu'il décide de s'engager avec le FC Mulhouse, également relégué de l'élite. Mais l'équipe rate complètement le championnat pour ne finir que septième du groupe B et un quart de finale de Coupe de France.

### Tours, deuxième (1984-1987)
Après son intermède alsacien, Jean-Marc Desrousseaux revient à Tours retrouvant le haut niveau français en même temps que son ancien club. Mais malgré un effectif de qualité, le FCT souffre toute la saison 1984-1985 du fait qu'il ne réussit pas à sortir de la zone dangereuse pour finalement finir 19e et relégué. L'ancien Canari ne manque aucune journée du championnat ce qui lui vaudra d'aller chercher 66 fois le ballon dans ses filets au point que son équipe est la troisième plus mauvaise défense de l'élite.
Cette fois, Desrousseaux reste fidèle au club. Mais au bout du compte lui et ses coéquipiers effectuent un piètre exercice qui les voit finir au neuvième rang du classement. L'ancien mulhousien est encore omniprésent tout au long de l'année avec une seule rencontre ratée sur les 34 possibles et voit sa défense n'encaisser que 39 buts (huitième du groupe A).
Pour la saison 1986-1987, le FC Tours n'est pas assez armé pour acquérir l'une des trois premières places du groupe A et ils finissent à la septième position. L'ancien messin effectue encore une fois une saison pratiquement pleine avec 33 matchs joués et réussit à classer son équipe comme la sixième meilleure défense du groupe avec 36 buts d'encaissés.

### Fin à Nîmes (1987-1989)
Après avoir échoué à faire remonter Tours en D1, Desrousseaux décide pendant l'été 1987 de tenter un autre challenge et donne son accord au Nîmes Olympique qui veut monter une équipe capable de jouer la montée au sein de l'élite. Les gardois effectuent un championnat 1987-1988 plus que correct en terminant à la sixième place dans le groupe A mais insuffisant pour le podium synonyme de jouer les barrages. Pendant cet exercice, Jean-Marc réalise un sans-faute en ne loupant aucune minute des 34 journées et malgré la présence de défenseurs chevronnés comme Ninot et Anigo, il va chercher à quarante reprises le ballon dans ses cages.
Pendant l'été 1988 la direction nîmoise effectue un recrutement de qualité ce qui amène les Crocodiles à faire un championnat 1988-1989 de toute beauté au point de finir second du groupe B à deux points de Lyon. Cette position finale donne le droit aux gardois de jouer les barrages d'accession à la D1 mais ils chutent au second tour face à Brest en perdant 3-1 score cumulé (défaite 3-0 et victoire 1-0). Pendant cette saison, l'ancien tourangeau n'est pas été le titulaire indiscutable dans les buts de Nîmes du fait que l'entraîneur Bernard Boissier fait jouer à douze reprises sa doublure Philippe Debaty mais les deux hommes n'encaissent que trente buts au point que leur équipe termine avec la troisième meilleure défense du groupe.
À l'issue de cette année 1988-1989, Desrousseaux décide de mettre un terme à sa carrière professionnelle à 33 ans après avoir accumulé 157 matchs de D1 et 153 de D2.

### Reconversion
À sa retraite, Desrousseaux rentre à Toulouse pour ouvrir un magasin d'outillage. Il décide ensuite, en 1993, de repartir dans la région nantaise pour aller s'installer à La Baule-Escoublac et se lancer dans la gestion d'une plage privée. Il installe un restaurant et réussit à attirer une clientèle lui permettant de maintenir un lien avec le football notamment Christian Karembeu et Reynald Pedros. Au bout de cinq ans, l'expérience se termine du fait que la municipalité ne donne pas son accord pour reconduire la concession. Desrousseaux reste à La Baule et en 1998 il investit dans un bar-glacier dont la décoration retrace la carrière du propriétaire des lieux,.

## Statistiques
| Saison                | Club                  | Championnat           | Championnat | Championnat | Coupe(s) nationale(s) | Coupe(s) nationale(s) | Total | Total |
| Saison                | Club                  | Division              | M.          | B.          | M.                    | B.                    | M.    | B.    |
| 1975-1976             | FC Nantes             | D1                    | 1           | 0           | -                     | -                     | 1     | 0     |
| 1976-1977             | FC Nantes             | D1                    | 4           | 0           | -                     | -                     | 4     | 0     |
| 1977-1978             | FC Nantes             | D1                    | -           | -           | 1                     | 0                     | 1     | 0     |
| 1978-1979             | FC Nantes             | D1                    | -           | -           | -                     | -                     | 0     | 0     |
| 1979-1980             | FC Nantes             | D1                    | 3           | 0           | -                     | -                     | 3     | 0     |
| Sous-total            | Sous-total            | Sous-total            | 8           | 0           | 1                     | 0                     | 9     | 0     |
| 1980-1981             | FC Metz               | D1                    | 36          | 0           | 5                     | 0                     | 41    | 0     |
| 1981-1982             | FC Tours              | D1                    | 37          | 0           | 6                     | 0                     | 43    | 0     |
| 1982-1983             | FC Tours              | D1                    | 38          | 0           | 11                    | 0                     | 49    | 0     |
| 1983-1984             | FC Mulhouse           | D2                    | 31          | 0           | 7                     | 0                     | 38    | 0     |
| 1984-1985             | FC Tours              | D1                    | 38          | 0           | 1                     | 0                     | 39    | 0     |
| 1985-1986             | FC Tours              | D2                    | 33          | 0           | 7                     | 0                     | 40    | 0     |
| 1986-1987             | FC Tours              | D2                    | 33          | 0           | 5                     | 0                     | 38    | 0     |
| Sous-total            | Sous-total            | Sous-total            | 179         | 0           | 30                    | 0                     | 209   | 0     |
| 1987-1988             | Nîmes Olympique       | D2                    | 34          | 0           | 1                     | 0                     | 35    | 0     |
| 1988-1989             | Nîmes Olympique       | D2                    | 22          | 0           | -                     | -                     | 22    | 0     |
| Sous-total            | Sous-total            | Sous-total            | 56          | 0           | 1                     | 0                     | 57    | 0     |
| Total sur la carrière | Total sur la carrière | Total sur la carrière | 310         | 0           | 44                    | 0                     | 354   | 0     |

## Palmarès
Championnat de France
- Champion en 1977 et 1980 avec le FC Nantes